# Dysart
Dysart és una població dels Estats Units a l'estat d'Iowa. Segons el cens del 2000 tenia 1.303 habitants.

## Demografia
Segons el cens del 2000, Dysart tenia 1.303 habitants, 529 habitatges, i 358 famílies. La densitat de població era de 399,3 habitants/km².
Dels 529 habitatges en un 31,4% hi vivien nens de menys de 18 anys, en un 59,2% hi vivien parelles casades, en un 5,5% dones solteres, i en un 32,3% no eren unitats familiars. En el 29,9% dels habitatges hi vivien persones soles el 17,6% de les quals corresponia a persones de 65 anys o més que vivien soles. El nombre mitjà de persones vivint en cada habitatge era de 2,37 i el nombre mitjà de persones que vivien en cada família era de 2,95.
Per edats la població es repartia de la següent manera: un 25,5% tenia menys de 18 anys, un 5,7% entre 18 i 24, un 23,8% entre 25 i 44, un 20,9% de 45 a 60 i un 24,2% 65 anys o més.
L'edat mediana era de 42 anys. Per cada 100 dones de 18 o més anys hi havia 85 homes.
La renda mediana per habitatge era de 40.857 $ i la renda mediana per família de 45.774 $. Els homes tenien una renda mediana de 34.063 $ mentre que les dones 22.368 $. La renda per capita de la població era de 20.203 $. Entorn del 4,4% de les famílies i el 6,8% de la població estaven per davall del llindar de pobresa.

## Poblacions més properes
El següent diagrama mostra les poblacions més properes.